# Max von Guaita

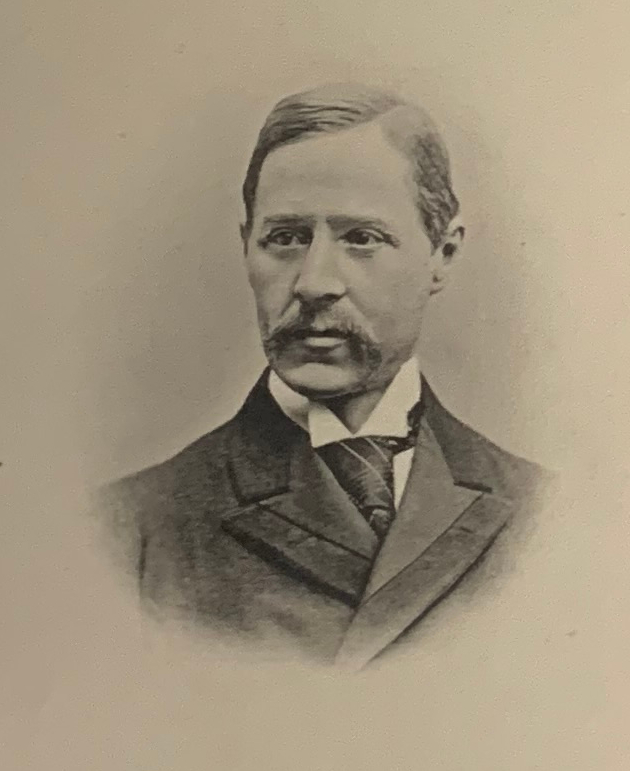
Max von Guaita

Georg Clemens Philipp Maximilian „Max“ von Guaita (* 3. September 1842 in Frankfurt am Main; † 12. Dezember 1903 in Kronberg) war ein deutscher Kaufmann, Kommunalpolitiker und Verbandsfunktionär.

## Leben
Der Geheime Commerzienrat Max von Guaita entstammte einer aus der Lombardei nach Frankfurt a. M. zugewanderten Kaufmannsfamilie Guaita, die Anfang des 19. Jahrhunderts nobilitiert wurde. Sie hielt Beteiligungen an zahlreichen Unternehmen sowie ausgedehnten Grundbesitz um Frankfurt. So war Guaita Teilhaber der Weinhandlung Mumm; Aufsichtsratsvorsitzender der Chemischen Fabrik Griesheim-Elektron und Mitglied mehrerer anderer Aufsichtsräte (Frankfurter Bank, Deutscher Phönix etc.).
Guaita war Stadtverordneter der Stadt Frankfurt und von 1889 bis 1892 Vizepräsident der IHK Frankfurt sowie von 1893 bis 1899 deren Vorsitzender. 1893 ließ er sich in Kronberg ein repräsentatives Anwesen als Sommersitz, die heute nicht mehr stehende Villa Guaita, auf ca. 12 Hektar Grund errichten. Gesellschaftlicher Höhepunkt seiner Laufbahn war die Berufung ins Herrenhaus 1901 durch König Wilhelm II. aus „allerhöchstem Vertrauen“.

## Familie
Guaita war Sohn des Kaufmanns Anton von Guaita (1814–1875). Als 25-Jähriger heiratete er am 25. April 1867 in Moskau die 22-jährige Henriette Sophie Leve (* 13. September 1845 in Moskau; † 1. Juli 1909 in Kronberg), mit der er zwei Söhne und drei Töchter hatte.
- Elisabeth von Guaita (* 1868 Frankfurt; † 1892 Frankfurt), 24 Jahre
- Mathilde Sofie Annette von Guaita (* 18. April 1869 Frankfurt; † 13. März 1955 Esher, Surrey) heiratete am 21. Februar 1889 Carl Georg Franz Richard (Rufname) Schwerdt (* 12. März 1862 in Münster in Westfalen).[1]
- Max Leberecht von Guaita (* 5. Juli 1874 Frankfurt; † 29. November 1899 New York/USA) 25 Jahre
- Leon Georges Charles Louis Philipp von Guaita (* 4. November 1878 † 17. November 1932) 54 Jahre, heiratete Margit von Ploetz (* 13. März 1884 Wasserschloss Quilow † N.N.), war von 1920 bis 1932 Eigentümer von Schloss Storkau (Elbe) / Tangermünde
- Emilie Marie Julie von Guaita (* 27. Januar 1882 † 24. Juni 1953) 71 Jahre, heiratet am 28. September 1901 Heinrich Fritz Mumm von Schwarzenstein und bezog später mit ihm die heute noch existierende die Villa Mumm (Haus Kastanienhain) in Kronberg.

Das Ehepaar Max von Guaita und seine selbst malende Ehefrau Henriette Sophie unterhielten intensive Kontakte zur Kronberger Malerkolonie. Speziell über Professor Norbert Schrödl entstand zur Kaiserin Friedrich, der geborenen Victoria von Großbritannien und Irland (1840–1901), eine Vertrautheit. Wechselseitig waren die beidseitigen Besuche in Kronberg ab 1894 zwischen der verwitweten Kaiserin Friedrich auf Schloss Friedrichshof und dem Ehepaar Max von Guiata in ihrer Villa Guaita. So betrieb dann auch der Geheime Kommerzienrat Max von Guaita unter seinem Vorsitz die Schaffung einer bleibenden Erinnerung an die Kaiserin Friedrich eine öffentliche Spendensammlung und eine Auftragsvergabe an den Künstler Professor Adolf von Hildebrand. Die Enthüllung des Denkmals am 18. Juni 1904 erlebte der Initiator nicht mehr.

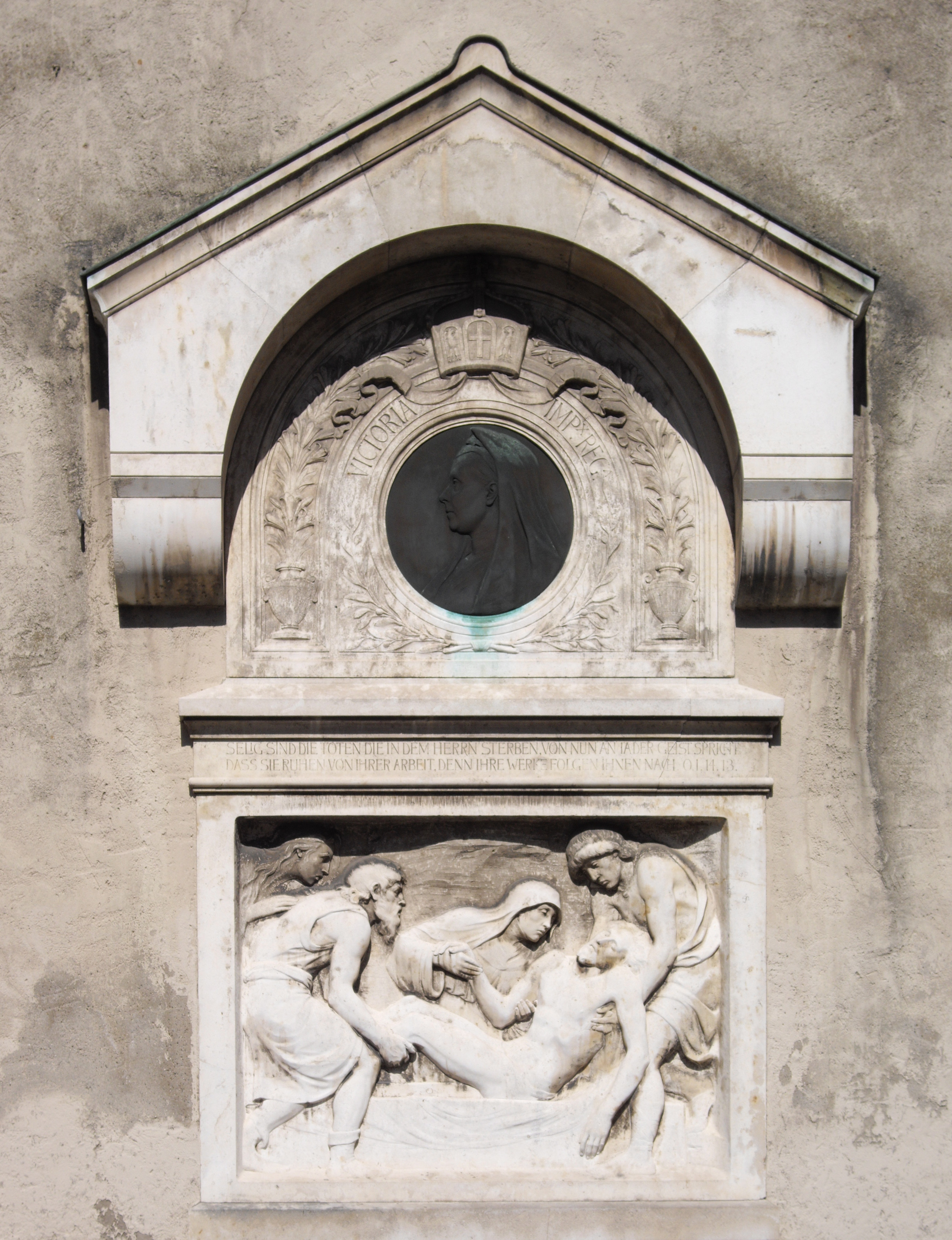
Denkmal-Erinnerung an Viktoria Kaiserin Friedrich an der St.-Johann-Kirche in Kronberg
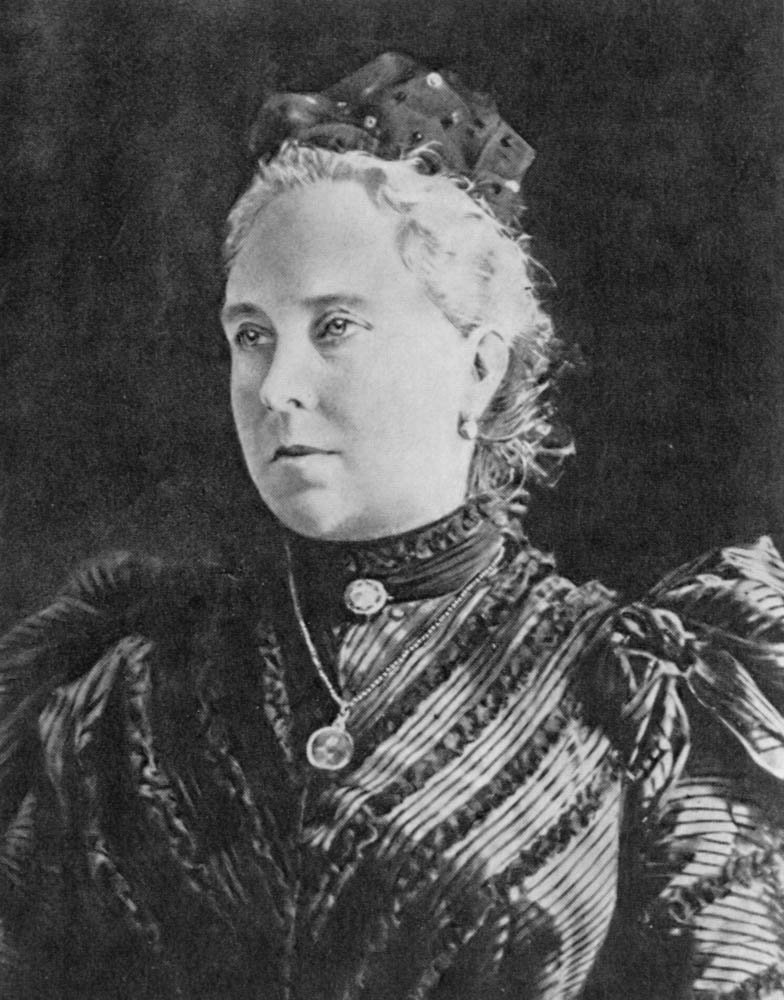
Viktoria Kaiserin Friedrich als Witwe, Mutter von Kaiser Wilhelm II
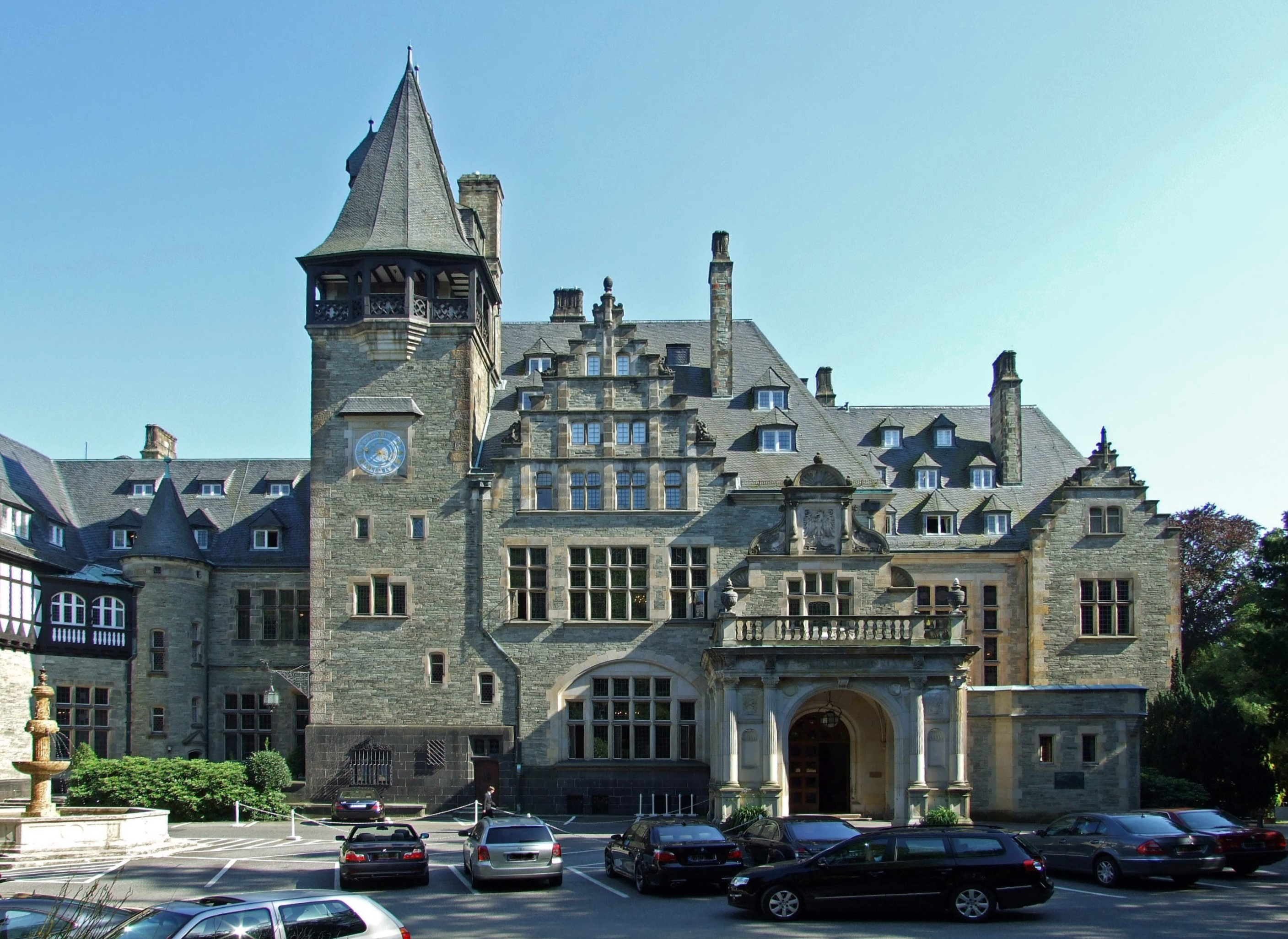
Witwensitz Friedrichshof der Viktoria Kaiserin Friedrich, heute Schlosshotel Kronberg
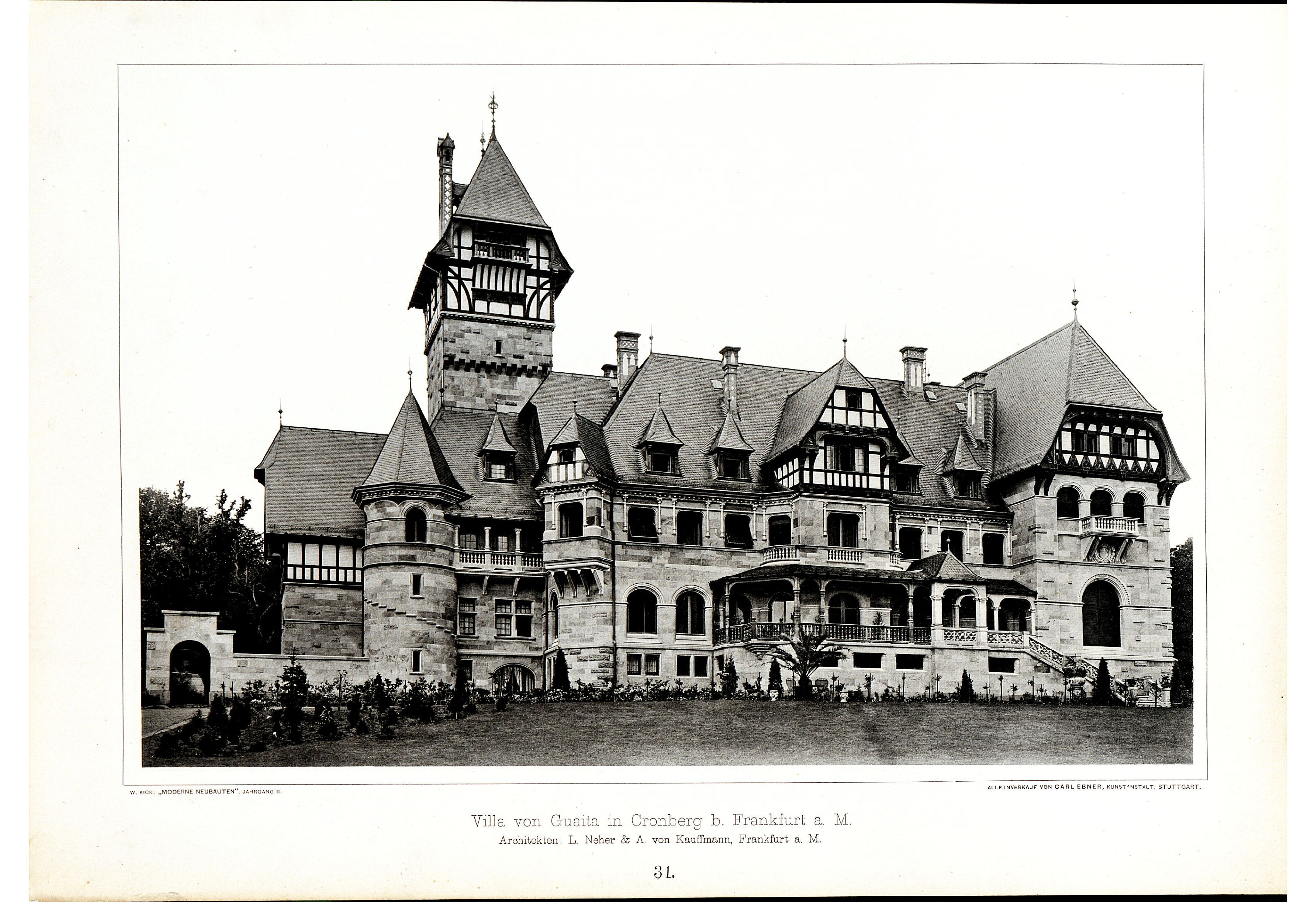
Villa Guaita in Kronberg, 1961 niedergelegt

Laut einer Aufstellung (Basis 1910) zählte von Guaitas Witwe Sophie († 1909) mit 16–17 Millionen Reichsmark Vermögen und einem Jahreseinkommen von ca. 0,75 Millionen Reichsmark zu den 100 reichsten Personen des Kaiserreiches.
Das Familiengrab befindet sich auf dem Frankfurter Hauptfriedhof.